# Relações entre Estados Unidos e Turquia

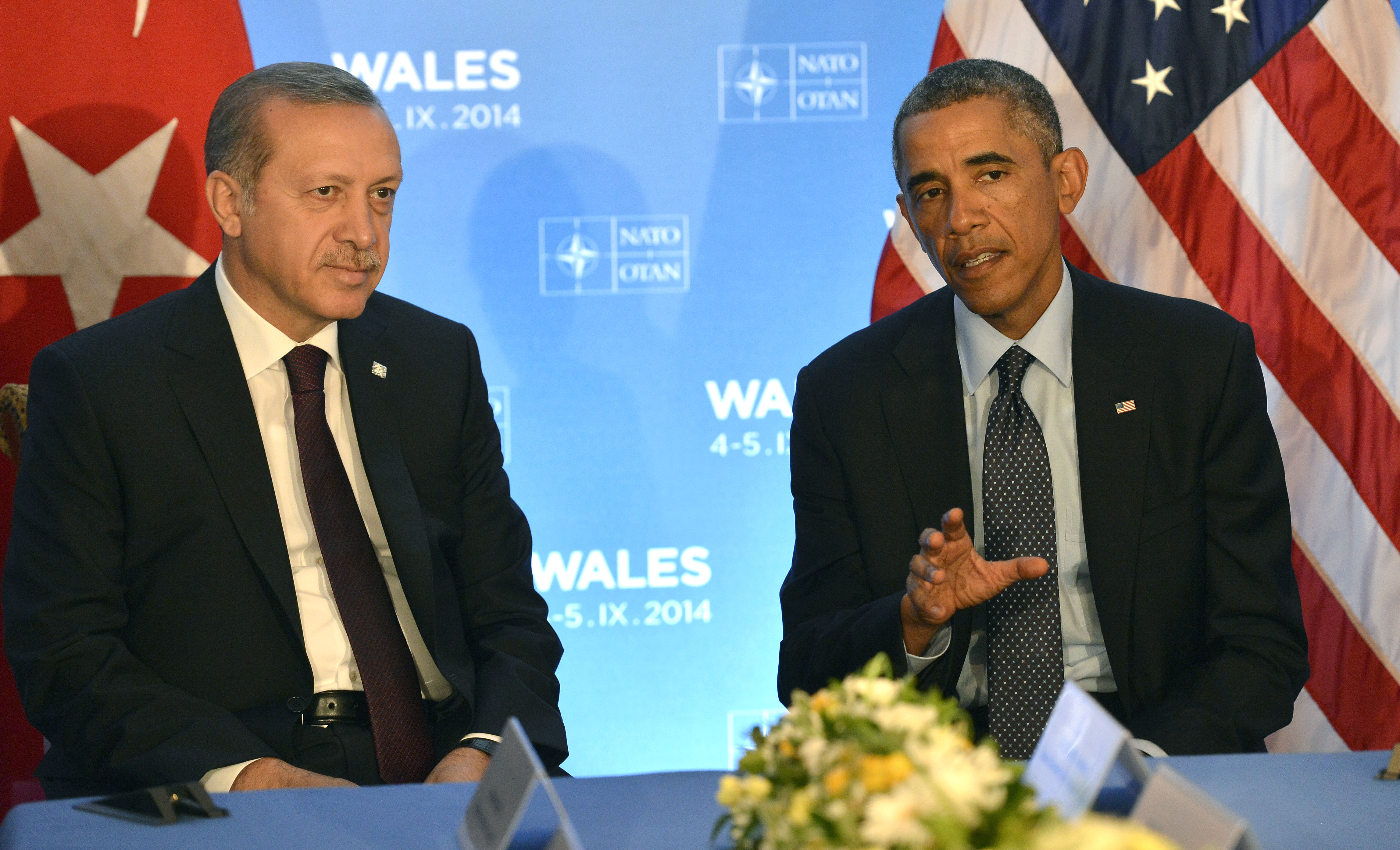
Recep Tayyip Erdoğan e Barack Obama.

As relações entre Estados Unidos e Turquia são as relações diplomáticas estabelecidas entre os Estados Unidos da América e a República da Turquia.  Os Estados Unidos possuem uma embaixada em Ancara e  consulados-gerais em Istambul e Adana. A Turquia possui uma embaixada em Washington e consulados-gerais em Nova Iorque, Los Angeles, Chicago, Houston e Boston. Ambos são membros da Organização do Tratado do Atlântico Norte.

## História
Embora os turcos e os norte-americanos tivessem estabelecido primeiramente relações diplomáticas com a abertura de legações Otomanas e dos Estados Unidos em 1867 e 1901, respectivamente, um alinhamento próximo entre os dois países não se desenvolveu até depois da Segunda Guerra Mundial. Isto se deve ao fato de que estas relações não possuíam fundamentos geográficos, culturais ou econômicos. A aliança entre ambas as nações foi construída sobre as necessidades estratégicas urgentes no início da Guerra Fria. Enquanto a Segunda Guerra Mundial estivesse chegando ao fim, os Estados Unidos e a Turquia viram uma convergência de seus interesses nacionais devido às suas percepções comuns, mas distintas, da União Soviética como uma potencial ameaça.
Inicialmente, a Turquia teve uma estreita relação com a União Soviética durante o período inicial da República. Ambos surgiram das cinzas dos impérios na conclusão da Primeira Guerra Mundial e procuraram estabelecer-se na nova ordem global. A União Soviética havia sido fundamental no apoio ao Movimento Nacional Turco durante a Guerra de Independência, e o planejamento estatal inicial de Mustafa Kemal Atatürk foi parcialmente influenciado pelos soviéticos. A Segunda Guerra Mundial teve um efeito profundamente negativo sobre a relação, com uma União Soviética recém-encorajada sob Josef Stalin procurando pressionar sua vantagem na Europa Oriental, enquanto procurava estabelecer o controle sobre os Estreitos Turcos, que ligavam o Mar Negro, dominado pelos soviéticos, ao Mar Mediterrâneo. Ancara estava naturalmente alarmada com a cessação do Tratado de Amizade e Neutralidade, em 1945, por Moscou, bem como pelas demandas territoriais da União Soviética e pelo desejo de modificar a Convenção de Montreux, que governava o uso dos estreitos turcos.
Por sua vez, os Estados Unidos lentamente chegavam à conclusão de que o seu ex-aliado contra a Alemanha Nazista havia se tornado o seu principal adversário na nova ordem global. Conseqüentemente, à medida em que o confronto entre os Estados Unidos e a União Soviética se intensificava, Washington e Ancara gradualmente começaram a reconhecer a necessidade de uma cooperação estratégica. Este processo culminou com o estabelecimento da instituição fundamental que sustentaria a relação durante quatro décadas: uma estreita aliança bilateral no contexto multilateral da principal organização de defesa coletiva ocidental, a OTAN.